# Alexandros Nikolopoulos (Gewichtheber)
Alexandros Nikolopoulos (griechisch Ἀλέξανδρος Νικολόπουλος; * 1875 in Athen; † unbekannt) war ein griechischer Gewichtheber.

## Sportliche Laufbahn
Nikolopoulos nahm an den Olympischen Sommerspielen 1896 in Athen teil. Zu dieser Zeit war er Medizinstudent. Er nahm am Einhandbewerb für Gewichtheber teil und wurde von vier Teilnehmern Dritter. Mit einer Hand hob er 57 kg mit der anderen 40 kg, er wurde Dritter vor seinem Landsmann Sotirios Versis der 40 kg hob.

## Erfolge
| Olympia    | Disziplin         | Medaille |
| ---------- | ----------------- | -------- |
| Athen 1896 | Einhandwettbewerb | Bronze   |